# Plateau van Nieuwenhagen

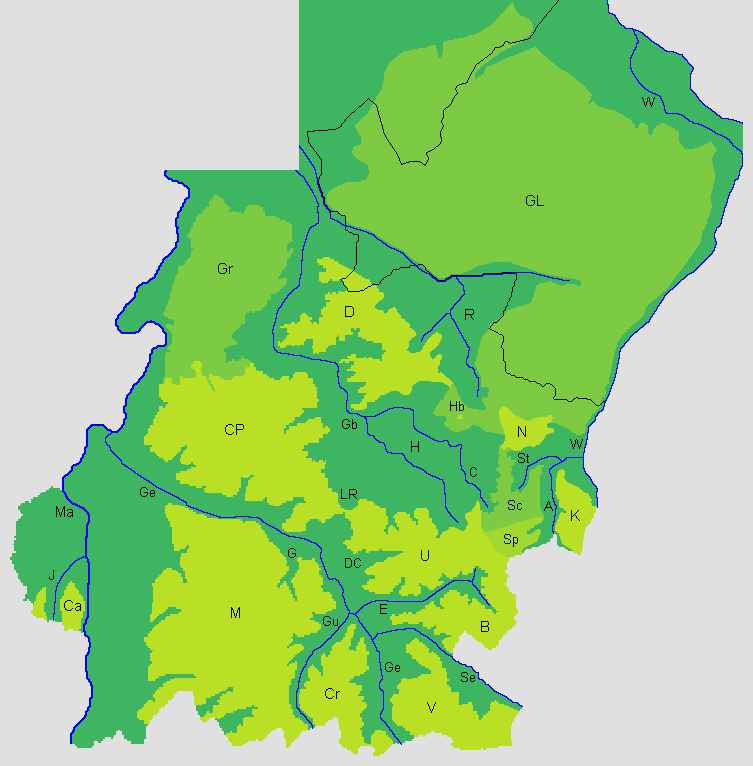
N. Plateau van Nieuwenhagen

Het Plateau van Nieuwenhagen of Eiland van Nieuwenhagen is een klein plateau in Nederlands Zuid-Limburg dat ontstaan is door de erosie van omliggende rivieren en beken. Het gebied is een golvende laagvlakte. Ze strekt zich uit over de plaatsen Landgraaf, Schaesberg en Nieuwenhagen. Naar deze laatste plaats is het plateau vernoemd.
Het plateau wordt aan de noordzijde begrensd door de Geilenkirchener Lehmplatte, aan de oostzijde door de Worm in het Wormdal, aan de zuidoostzijde door de Strijthagerbeek in het Strijthagerbeekdal en de Anstelerbeek in de Anstelvallei, in het zuiden door het Plateau van Schaesberg, in het zuidwesten door het dal van de Caumerbeek in het Bekken van Heerlen en in het noordwesten door het brongebied van de Roode Beek in het Bekken van de Roode Beek. Aan de overzijde van de Roode Beek en het bekken ligt het Plateau van Doenrade. In het zuiden gaat het plateau over in de lage rug van het Plateau van Schaesberg, in het zuiden uitkomend op het Plateau van Spekholzerheide dat oploopt naar het Plateau van Ubachsberg. Ten zuidoosten van het plateau ligt aan de overzijde van de Anstelvallei het Plateau van Kerkrade.
In het uiterste zuidwesten loopt het plateau over in een rug, de Leenderberg, met op het uiteinde de Leenderkapel.

## Geologie
Het gebied van het plateau wordt door meerdere breuken doorkruist, waaronder de Feldbissbreuk.